# André Lakos
André Lakos (* 29. Juli 1979 in Wien) ist ein ehemaliger österreichischer Eishockeyspieler, der in Europa unter anderem bei den Vienna Capitals, dem EC Red Bull Salzburg, HK Traktor Tscheljabinsk, Orli Znojmo und den Kölner Haien aktiv war. Darüber hinaus spielte er für die Albany River Rats, Utah Grizzlies und Syracuse Crunch in der American Hockey League.

## Karriere
André Lakos begann seine Karriere in Kanada, wo er für die Juniorenteams von Montreal-Bourassa und die Shelburne Wolves spielte. Zwischen 1997 und 1999 lief er in der Ontario Hockey League für die Toronto St. Michael’s Majors und Barrie Colts auf, bevor er während des NHL Entry Draft 1999 in der dritten Runde an insgesamt 95. Stelle von den New Jersey Devils ausgewählt wurde. Die Devils holten Lakos in ihr Farmteam, die Albany River Rats, für das er in den folgenden drei Spielzeiten in der American Hockey League aufs Eis ging. Im Januar 2002 tauschten ihn die Devils gegen Waleri Kamenski von den Dallas Stars, für die er jedoch nie spielte. Stattdessen kam er bei deren Farmteam, den Utah Grizzlies, in der AHL zum Einsatz.
Da er sich in Nordamerika nicht durchsetzen konnte und seinem Ziel, der NHL, nicht näher kam, kehrte er im Sommer 2002 nach Europa zurück und spielte in den folgenden zwei Jahren für die Vienna Capitals in der Österreichischen Eishockey-Liga. Im Juli 2004 wurde er als Free Agent von den Columbus Blue Jackets verpflichtet, schaffte es aber erneut nicht in den NHL-Kader und wurde in deren Farmteam, Syracuse Crunch, abgeschoben. Nach der darauf folgenden Spielzeit in der AHL kehrte Lakos erneut nach Österreich zurück und unterschrieb einen Vertrag beim EC Red Bull Salzburg, mit dem er 2007 Österreichischer Meister wurde. Zu diesem Erfolg trug er 44 Scorerpunkte in 52 Saisonspielen bei, so dass erneut ein NHL-Club auf den inzwischen 27-Jährigen aufmerksam wurden. Zunächst unterschrieb Lakos einen Vertrag beim schwedischen Erstligisten Färjestad BK, doch Mitte Juni 2007 wurde er von den Minnesota Wild unter Vertrag genommen und versuchte über ein Trainingslager, einen Stammplatz in der NHL zu bekommen.
Aufgrund einer Verletzung in der Vorbereitung zur Saison 2007/08 konnte Lakos nicht vollständig am Trainingslager der Minnesota Wild teilnehmen und wurde Ende September 2007 zu deren Farmteam, den Houston Aeros, in die AHL geschickt. Dort sollte er Spielpraxis sammeln und über gute Leistungen für die NHL empfehlen. Nach elf Spielen für Houston in der AHL gab Lakos auf und kehrte nach Europa zurück, wo er seinen Vertrag mit dem Färjestads BK erfüllte. Mit seinem neuen Club erreichte er die Playoffs der Saison 2007/08, kam aber in diesen aufgrund eines Kieferbruchs nicht zum Einsatz. Nach dem Ausscheiden im Playoff-Halbfinale entschied sich das Management des Clubs für einen Umbau der Mannschaft und gab Lakos keinen neuen Vertrag, der daraufhin Angebote verschiedener europäischer Clubs sondierte. Letztlich entschied er sich für den HK Traktor Tscheljabinsk aus der KHL, da ihn die neue Liga reizte.
Für Traktor erzielte er in 44 KHL-Partien der Spielzeit 2008/09 zwölf Scorerpunkte bei 71 Strafminuten und gehörte zu den am meisten eingesetzten Spielern seines Teams. Damit empfahl er sich für eine Vertragsverlängerung, die er im Mai 2009 erhielt. Am 10. Januar 2010 wurde sein Vertrag mit Traktor aus persönlichen Gründen aufgelöst und er kehrte nach Österreich zu seinem früheren Verein EC Red Bull Salzburg zurück. Nach dem Gewinn der Meisterschaft 2011 konnte er sich mit den Salzburgern nicht auf einen neuen Vertrag einigen und wechselte zur Saison 2011/12 zum DEL-Klub Kölner Haie. Nachdem er die Erwartungen der Kölner nicht erfüllen konnte, einigte er sich mit dem Verein im Januar 2012 auf eine Vertragsauflösung. Lakos wechselte daraufhin zu den Vienna Capitals, für die er in der Saison 2011/12 noch 16 Spiele bestritt.
Im September 2014 absolvierte Lakos zusammen mit Oliver Setzinger zwei Spiele für den CSM Dunărea Galați im Rahmen des rumänischen Eishockeypokals. Nachdem er zu Beginn der Saison 2014/15 zunächst vereinslos war, verpflichteten ihn im Dezember 2014 die SCL Tigers aus der National League B. Gleiches wiederholte sich in der folgenden Saison, als er zunächst ohne Arbeit war und erst im Januar 2016 von Orli Znojmo verpflichtet wurde.
Seit Juli 2017 stand Lakos bei den Tölzer Löwen aus der DEL2 unter Vertrag.
Im Januar 2018 wurde er beim EC Bad Tölz entlassen und wechselte zurück in die EBEL zum HC Orli Znojmo. Zur Saison 2018/2019 wurde er von den Graz 99ers verpflichtet, verließ den Club jedoch im Dezember 2018 in gegenseitigem Einvernehmen. Anschließend spielte er von Januar 2019 bis 2020 für die Rytíři Kladno, mit denen er 2019 den Aufstieg in der tschechische Extraliga schaffte.

### International
Lakos begann früh in seiner Karriere, Österreich bei internationalen Turnieren zu vertreten – er nahm an den U18-C-Europameisterschaften 1996 und 1997, als er zum besten Verteidiger des Turniers gewählt wurde, sowie der U20-C-Weltmeisterschaft 1997 teil. 
Am 25. April 1999 debütierte er beim 1:1 im Freundschaftsspiel gegen Frankreich in Lyon in der österreichischen Nationalmannschaft und trat mit dieser 1999, 2000, 2002, 2003, 2004, 2005, 2007, 2009 und 2013 in der A-Gruppe bzw. der Top-Division sowie 2006 in der Division I, als der sofortige Wiederaufstieg in die Top-Division gelang. Zudem vertrat er seine Farben bei den Qualifikationsturnieren zu den Olympischen Winterspielen in Vancouver 2010 und in Sotschi 2014 sowie bei den Winterspielen in Salt Lake 2002 und in Sotschi 2014 selbst teil.

## Erfolge und Auszeichnungen
- 1997 Bester Verteidiger bei der U18-C-Europameisterschaft 1997
- 2006 Aufstieg in die Top Division bei der Weltmeisterschaft der Division I, Gruppe B
- 2007 Österreichischer Meister mit dem EC Red Bull Salzburg
- 2010 Österreichischer Meister mit dem EC Red Bull Salzburg
- 2011 Österreichischer Meister mit dem EC Red Bull Salzburg
- 2019 Aufstieg in die

## Karrierestatistik

### International
Vertrat Österreich bei:
| - U18-Europameisterschaft 1996 - U18-Europameisterschaft 1997 - U20-C-Weltmeisterschaft 1997 - Weltmeisterschaft 1999 - Weltmeisterschaft 2000 - Olympische Winterspiele 2002 - Weltmeisterschaft 2002 - Weltmeisterschaft 2003 - Weltmeisterschaft 2004 | - Weltmeisterschaft 2005 - Weltmeisterschaft der Division I 2006 - Weltmeisterschaft 2007 - Weltmeisterschaft 2009 - Qualifikation für Olympia 2010 - Weltmeisterschaft 2013 - Qualifikation für Olympia 2014 - Olympische Winterspiele 2014 |

(Legende zur Spielerstatistik: Sp oder GP = absolvierte Spiele; T oder G = erzielte Tore; V oder A = erzielte Assists; Pkt oder Pts = erzielte Scorerpunkte; SM oder PIM = erhaltene Strafminuten; +/− = Plus/Minus-Bilanz; PP = erzielte Überzahltore; SH = erzielte Unterzahltore; GW = erzielte Siegtore; 1 Play-downs/Relegation; Kursiv: Statistik nicht vollständig)